# Hagoort (dorp)

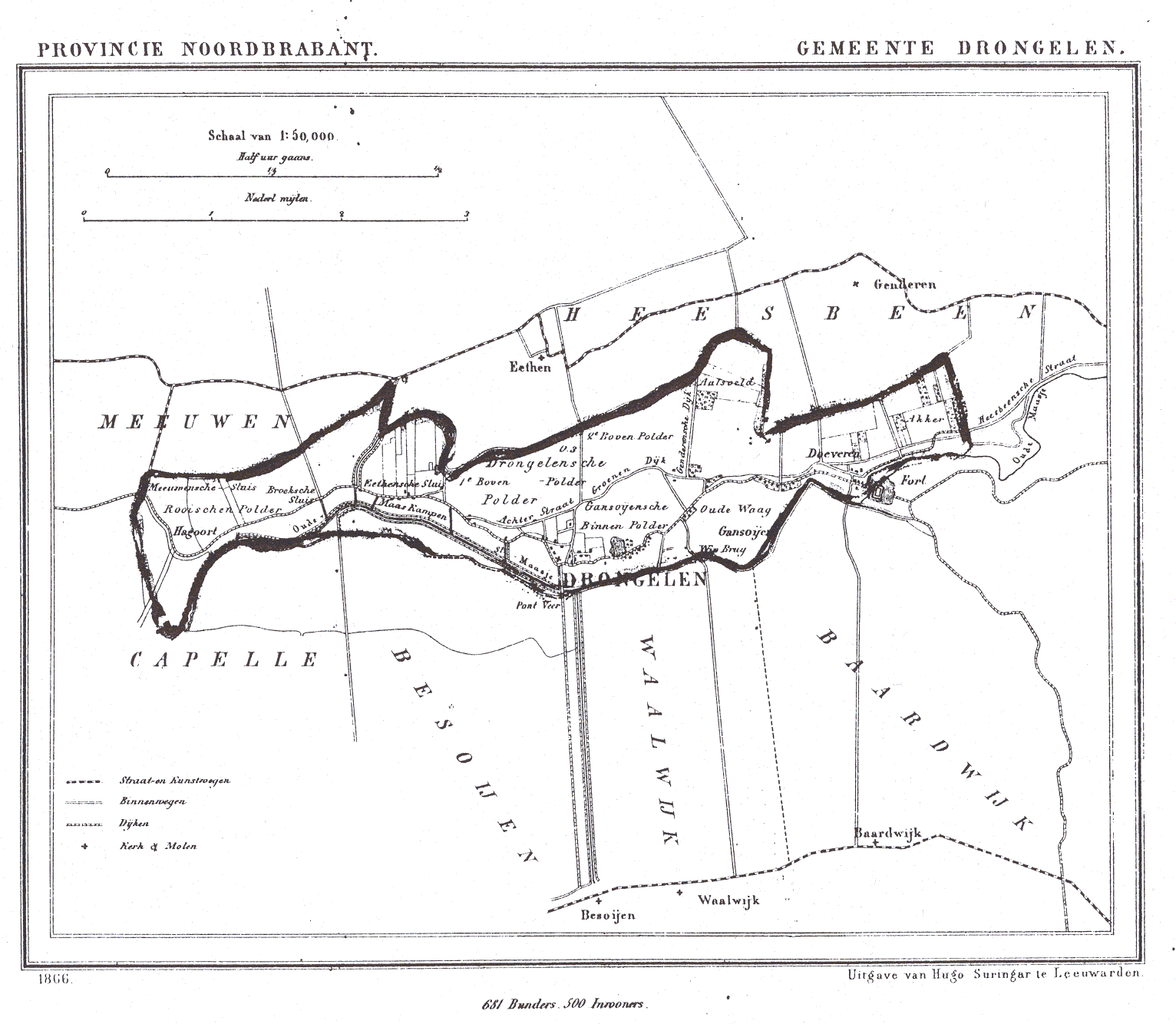
Hagoort (3 km ten westen van Drongelen)

Hagoort was een dorp in de provincie Noord-Brabant, ca 3 km ten westen van Drongelen. Door het graven van de Bergsche Maas kwam in 1894 een einde aan het dorp. De naam Hagoort leeft voort in de naam van de weg die nu op deze plek loopt.
Verder is er een gemaal met die naam van het Waterschap Rivierenland.